# Jerzy Bołędź
Jerzy Bołędź (ur. 1897 w Dziergielach w gminie Międzyrzecz, zm. we wrześniu 1939 w Zelwie) – polski właściciel ziemski i działacz społeczny związany z Grodzieńszczyzną, poseł na Sejm IV kadencji (1935–1938). 

## Życiorys
W młodości gospodarował w rodzinnym majątku Dziergiele w powiecie wołkowyskim. Pełnił obowiązki przewodniczącego Powiatowego Związku Rolników oraz Powiatowego Komitetu Oszczędzania w Wołkowysku. Stał na czele Rady Powiatowej BBWR. Zasiadał w Radzie Gminnej oraz Wydziale Powiatowym w Wołkowysku. W 1935 został wybrany posłem na Sejm. W parlamencie związał się z grupą „Jutra Pracy” i był wiceprzewodniczącym białostockiej grupy parlamentarnej. W latach 30. kandydował na prezydenta Suwałk. 
Został zamordowany w Zelwie wraz z teściem po wkroczeniu wojsk sowieckich na Grodzieńszczyznę we wrześniu 1939. 